# Anton Mauve
Anton Rudolf Mauve (Zaandam, 18 de setembre de 1838 - Arnhem, 5 de febrer de 1888) va ser un pintor realista neerlandès de l'Escola de la Haia que va influir en la primera etapa al seu cosí Vincent van Gogh.
Mauve va néixer a Zaandam, en la família d'un predicador de l'Església Baptista, que va ser enviat a Haarlem l'any després del naixement d'Anton. El 1886 Mauve es va traslladar a Laren, on va fundar junt amb Jozef Israëls i Albert Neuhuys l'escola de Laren, moviment al qual es poden atribuir els seus primers treballs.
Els millors treballs de Mauve mostren persones i animals posant a l'aire lliure. Al seu Passeig del matí a la platja, que està al Rijksmuseum, es poden observar uns elegants genets muntant a cavall a la costa. Un detall poc convencional són els excrements del cavall en el primer pla, cosa que testifica la seva orientació al realisme. I de fet se'l coneix sobretot per les pintures dels camperols que treballen als camps, i especialment per les escenes de ramats d'ovelles. Aquest últim tipus de pintures eren especialment populars entre els clients americans. Els exemples del seu treball inclouen El camí (~1880) i El conductor del carro (1885- 1888).
Segons sembla, la relació que va tenir amb Vincent van Gogh quan varen treballar durant un curt període, va acabar quan es van barallar.